# جكراندة برازيلية
جكراندة برازيلية (الاسم العلمي:Jacaranda brasiliana) هي نوع من النباتات يتبع جنس الجكراندة من الفصيلة البنيونية.